# ネバダ準州

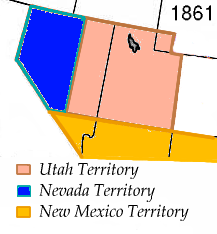
1861年のネバダ準州（青色）、ユタ準州（桃色）とニューメキシコ準州（橙色）も示す

ネバダ準州（ネバダじゅんしゅう、英: Nevada Territory）は、1861年3月2日から、アメリカ合衆国36番目の州として昇格が認められた1864年10月31日まで存在したアメリカ合衆国の自治的領域、すなわち準州である。準州となる前は西のユタ準州の一部であり、先住民族のワショー族に因んで「ワショー」と呼ばれていた。ネバダでは銀という資源があり、それを開発するためにやってくる工夫たちで人口が増え続けていたものの、州昇格に足るだけの人口にはなっていなかったが、合衆国（北軍）が銀を必要とし、一般に市民は反奴隷制の傾向があったので、人口問題を棚上げして州昇格に進んだ。
ネバダ州は1866年に現在の領域の大半が確定した。この時州東部（例えばリンカーン郡）や南部の先端部がそれぞれユタ準州とアリゾナ準州から移管された。
カリフォルニア州とネバダ州の州境の正確な位置は、タホ湖と北緯35度線がコロラド川と交わる点の間だが、議論が多く20世紀に入っても繰り返し測量されている。1866年5月5日、連邦議会はアリゾナ準州のパーユト郡を含むコロラド川から西の地域をネバダに移した。この南部の先端部はクラーク郡と改名され、現在はラスベガス市が入っている。
準州の州都は暫定的な州都ジェノアからカーソンシティに移された。暫定準州知事だったアイザック・ループを引き継いだジェイムズ・ウォーレン・ナイが初代かつ唯一の準州知事になった。準州書記官はサミュエル・クレメンス（マーク・トウェイン）の兄であるオリオン・クレメンスだった。